# 107e congrès des États-Unis
 (février 2025).
Si vous disposez d'ouvrages ou d'articles de référence ou si vous connaissez des sites web de qualité traitant du thème abordé ici, merci de compléter l'article en donnant les références utiles à sa vérifiabilité et en les liant à la section « Notes et références ».
3 janvier 2001 – 3 janvier 2003
Sessions
Précédent Suivant
Le 107e congrès des États-Unis est la législature fédérale américaine qui se réunit à Washington du 3 janvier 2001 au 3 janvier 2003. Elle est inaugurée sous la présidence de Bill Clinton et se poursuit pendant les deux premières années de la présidence de George W. Bush.
Les 435 représentants sont élus le 7 novembre 2000 et 34 sièges de sénateurs sont renouvelés. Les républicains restent majoritaires au sein de la Chambre des représentants tandis qu'au Sénat les démocrates et les républicains sont à égalité, le vice-président Dick Cheney — une fois entrée en fonction le 20 janvier — fait pencher la majorité du côté républicain en tant que président de cette institution. Le sénateur Jim Jeffords (R) quitte le parti républicain et devient un indépendant et siège avec les démocrates, donnant aux démocrates la majorité le 6 juin 2001.
Le président Bush est inauguré le 20 janvier 2001, ainsi les républicains contrôlent la présidence, la Chambre des représentants et le Sénat pour la première fois depuis le 83e congrès en 1955.

## Évenements majeurs
- 3 janvier 2001: La première dame Hillary Clinton, femme du président Clinton, devient la première et la seule femme de président à tenir un poste politique (Sénateur pour l'État de New York), elle est sénateur et première dame au même temps.
- 20 janvier 2001: Le président Bush est inauguré comme 43e président, Dick Cheney est aussi inauguré comme 46e vice-président, donnant au républicain une majorité au Sénat.
- 11 septembre 2001: Les attentats du 11 septembre 2001.
- 9 octobre 2001: Des enveloppes contaminées au bacille du charbon, sont envoyés à cinq bureaux de grands médias et les sénateurs Tom Daschle (D) et Patrick Leahy (D).

## Dirigeants

### Sénat

Les membres le 3 janvier 2001

- Président: Al Gore (D), jusqu'au 20 janvier 2001
  - Dick Cheney (R), depuis le 20 janvier 2001
- Président pro tempore: Robert Byrd (D), jusqu'au 20 janvier 2001
  - Strom Thurmond (R), du 20 janvier 2001, jusqu'au 6 juin 2001
  - Robert Byrd (D), depuis le 6 juin 2001

#### Dirigeants républicains
- Chef de la minorité républicaine: Trent Lott (R), jusqu'au 20 janvier 2001, depuis le 6 juin 2001
  - Chef de la majorité républicaine, du 20 janvier 2001, jusqu'au 6 juin 2001
- Whip de la minorité républicaine: Don Nickles (R), jusqu'au 20 janvier 2001, depuis le 6 juin 2001
  - Whip de la majorité républicaine, du 20 janvier 2001, jusqu'au 6 juin 2001

#### Dirigeants démocrates
- Chef de la majorité démocrate: Tom Daschle (D), jusqu'au 20 janvier 2001, depuis le 6 juin 2001
  - Chef de la minorité démocrate, du 20 janvier 2001, jusqu'au 6 juin 2001
- Whip de la majorité démocrate: Harry Reid (D), jusqu'au 20 janvier, depuis le 6 juin 2001
  - Whip de la minorité démocrate, du 20 janvier 2001, jusqu'au 6 juin 2001

### Chambre des représentants

Les représentants le 3 janvier 2001

- Président: Dennis Hastert (R)

#### Dirigeants républicains
- Chef de la majorité républicaine: Dick Armey (R)
- Whip de la majorité républicaine: Tom DeLay (R)

#### Dirigeants démocrates
- Chef de la minorité démocrate: Dick Gephardt (D)
- Whip de la minorité démocrate: David Bonior (D), jusqu'au 15 janvier 2002
  - Nancy Pelosi (D), depuis le 15 janvier 2002

## Composition

### Sénat
|                       | Parti        | Parti        | Parti        | Parti  | Total |   |
| --------------------- | ------------ | ------------ | ------------ | ------ | ----- | - |
|                       |              |              |              |        | Total |   |
| Démocrates            | Indépendants | Independence | Républicains | Vacant | Total |   |
| Fin du 106e congrès   | 46           | 0            | 0            | 54     | 100   | 0 |
|                       |              |              |              |        |       |   |
| Début                 | 50           | 0            | 0            | 50     | 100   | 0 |
| 20 janvier 2001       | 50           | 0            | 0            | 50     | 100   | 0 |
| 6 juin 2001           | 50           | 1            | 0            | 49     | 100   | 0 |
| 25 octobre 2002       | 49           | 1            | 0            | 49     | 99    | 1 |
| 4 novembre 2002       | 49           | 1            | 1            | 49     | 100   | 0 |
| 23 novembre 2002      | 48           | 1            | 1            | 50     | 100   | 0 |
| 30 novembre 2002      | 48           | 1            | 1            | 49     | 99    | 1 |
| 2 décembre 2002       | 48           | 1            | 1            | 50     | 100   | 0 |
| Pourcentage           | 49%          | 49%          | 1%           | 50%    |       |   |
|                       |              |              |              |        |       |   |
| Début du 108e congrès | 48           | 1            | 0            | 51     | 100   | 0 |

### Chambre des représentants
|                       | Parti        | Parti        | Parti        | Parti  | Total |   |
| --------------------- | ------------ | ------------ | ------------ | ------ | ----- | - |
|                       |              |              |              |        | Total |   |
| Démocrates            | Indépendants | Indépendants | Républicains | Vacant | Total |   |
| Fin du 106e congrès   | 208          | 1            | 1            | 222    | 432   | 3 |
|                       |              |              |              |        |       |   |
| Début                 | 211          | 1            | 1            | 221    | 434   | 1 |
| 31 janvier 2001       | 211          | 1            | 1            | 220    | 433   | 2 |
| 30 mars 2001          | 210          | 1            | 1            | 220    | 432   | 3 |
| 15 mai 2001           | 210          | 1            | 1            | 221    | 433   | 2 |
| 28 mai 2001           | 209          | 1            | 1            | 221    | 432   | 3 |
| 5 juin 2001           | 210          | 1            | 1            | 221    | 433   | 2 |
| 19 juin 2001          | 210          | 1            | 1            | 222    | 434   | 1 |
| 5 août 2001           | 210          | 1            | 1            | 221    | 433   | 2 |
| 16 août 2001          | 210          | 1            | 1            | 220    | 432   | 3 |
| 6 septembre 2001      | 210          | 1            | 1            | 219    | 431   | 4 |
| 16 octobre 2001       | 211          | 1            | 1            | 220    | 433   | 2 |
| 20 novembre 2001      | 211          | 1            | 1            | 221    | 434   | 1 |
| 18 décembre 2001      | 211          | 1            | 1            | 222    | 435   | 0 |
| 24 juillet 2002       | 210          | 1            | 1            | 222    | 434   | 1 |
| 1er août 2002         | 210          | 1            | 0            | 223    | 434   | 1 |
| 9 septembre 2002      | 209          | 1            | 0            | 223    | 433   | 2 |
| 28 septembre 2002     | 208          | 1            | 0            | 223    | 432   | 3 |
| 30 novembre 2002      | 209          | 1            | 0            | 223    | 433   | 2 |
| Pourcentage           | 48.5%        | 48.5%        | 51.5%        | 51.5%  |       |   |
|                       |              |              |              |        |       |   |
| Début du 108e congrès | 205          | 1            | 0            | 229    | 435   | 0 |

## Membres

### Sénat

Le parti des membres par état en janvier 2001 2 démocrates 1 démocrate et 1 républicain 2 républicain

Les sénateurs sont élus par tiers, classe 1, 2 et 3. Les sénateurs de classe 2 sont à la fin de leur mandat (1997-2003), ils ont été élus en 1996. Les sénateurs de classe 3 sont au milieu de leur mandat (1999-2005); les sénateurs de classe 1 débutent leur mandat (2001-2007).
 Alabama 

 2. Jeff Sessions (R)

 3. Richard Shelby (R)
Alaska

 2. Ted Stevens (R)

 3. Frank Murkowski (R) (jusqu'au 2 décembre 2002)
 3. Lisa Murkowski (R) (20 décembre 2002)
Arizona

 1. John Kyl (R)

 3. John McCain (R)
Arkansas

 2. Tim Hutchinson (R)

 3. Blanche Lincoln (D)
Californie

 1. Dianne Feinstein (D) 

 3. Barbara Boxer (D)
Caroline du Nord

 2. Jesse Helms (R)

 3. John Edwards (D)
Caroline du Sud

 2. Strom Thurmond (R)

 3. Fritz Hollings (D)
Colorado

 2. Wayne Allard (R)

 3. Ben Nighthorse Campbell (R)
Connecticut

 1. Joe Lieberman (D)

 3. Chris Dodd (D)
Dakota du Nord

 1. Kent Conrad (D)

 3. Byron Dorgan (D)
Dakota du Sud

 2. Tim Johnson (D)

 3. Tom Daschle (D)
Delaware

 1. Tom Carper (D)

 2. Joe Biden (D)
Floride

 1. Bill Nelson (D)

 3. Bob Graham (D)
Géorgie

 2. Max Cleland (D)

 3. Zell Miller (D)
Hawaï

 1. Daniel Akaka (D)

 3. Daniel Inouye (D)
Idaho

 2. Larry Craig (R)

 3. Mike Crapo (R)
Illinois

 2. Dick Durbin (D)

 3. Peter Fitzgerald (R)
Indiana

 1. Richard Lugar (R)

 3. Evan Bayh (D)
Iowa

 2. Tom Harkin (D)

 3. Chuck Grassley (R)
Kansas

 2. Pat Roberts (R)

 3. Sam Brownback (R)
Kentucky

 2. Mitch McConnell (R)

 3. Jim Bunning (R)
Louisiane

 2. Mary Landrieu (D)

 3. John Breaux (D)
Maine

 1. Olympia Snowe (R)

 2. Susan Collins (R)
Maryland

 1. Paul Sarbanes (D)

 3. Barbara Mikulski (D)
Massachusetts

 1. Ted Kennedy (D)

 2. John Kerry (D)
Michigan

 1. Debbie Stabenow (D)

 2. Carl Levin (D)
Minnesota

 1. Mark Dayton (D)

 2. Paul Wellstone (D) (jusqu'au 25 octobre 2002)
 2. Dean Barkley (IP) (depuis le 4 novembre 2002)
Mississippi

 1. Trent Lott (R)

 2. Thad Cochran (R)
Missouri

 1. Jean Carnahan (D) (jusqu'au 23 novembre 2002)
 1. Jim Talent (R) (depuis le 23 novembre 2002)
 3. Kit Bond (R)
Montana

 1. Conrad Burns (R)

 2. Max Baucus (D)
Nebraska

 1. Ben Nelson (D)

 2. Chuck Hagel (R) 
Nevada

 1. John Ensign (R)

 3. Harry Reid (D)
New Hampshire

 2. Bob Smith (R)

 3. Judd Gregg (R)
New Jersey

 1. John Corzin (D)

 2. Robert Torricelli (D)
New York

 1. Hillary Clinton (D)

 3. Chuck Schumer (D)
Nouveau-Mexique

 1. Jeff Bingaman (D)

 2. Pete Domenici (R)
Ohio

 1. Mike DeWine (R)

 3. George Voinovich (R) 
Oklahoma

 2. James Inhofe (R)

 3. Don Nickles (R)
Oregon

 2. Gordon Smith (R)

 3. Ron Wyden (D)
Pennsylvanie

 1. Rick Santorum (D)

 3. Arlen Specter (D)
Rhode Island

 1. Lincoln Chafee (R)

 2. Jack Reed (D)
Tennessee

 1. Bill Frist (R)

 2. Fred Thompson (R)
Texas

 1. Kay Bailey Hutchinson (R)

 2. Phil Gramm (R) (jusqu'au 30 novembre 2002)
 2. John Cornyn (R) (depuis le 2 décembre 2002)
Utah

 1. Orrin Hatch (R)

 3. Bob Bennet (R)
Vermont

  1. Jim Jeffords (I) (R, jusqu'au 6 juin 2001, I depuis le 6 juin 2001)

 3. Patrick Leahy (D)
Virginie

 1. George Allen (R)

 2. John Warner (R)
Virginie-Occidentale

 1. Robert Byrd (D)

 2. Jay Rockefeller (R)
Washington

 1. Maria Cantwell (D)

 3. Patty Murray (D)
Wisconsin

 1. Herb Kohl (D)

 3. Russ Feingold (R)
Wyoming

 1. Craig L. Thomas (R)

 2. Mike Enzi (R) 

### Chambre des représentants
Les représentants sont élus chaque 2 ans.
 Alabama 

 1. Sonny Callahan (R)

 2. Terry Everett (R)

 3. Bob Riley (R)

 4. Robert Aderholt (R)

 5. Robert E. Carmer (D)

 6. Spencer Bachus (R)

 7. Earl Hilliard (D)

 Alaska 

 At-Large. Don Young (R)

 Arizona 

 1. Jeff Flake (R)

 2. Ed Pastor (D)

 3. Bob Stump (R)

 4. Joohn Shadegg (R)

 5. Jim Kolbe (R)

 6. J. D. Hayworth (R)

 Arkansas 

 1. Robert Marion Berry (D)

 2. Vic Snyder (D)

 3. Asa Hutchinson (R) (jusqu'au 5 août 2001)
 John Boozman (R) (depuis le 5 août 2001)
 4. Mike Ross (D)

 Californie 

 1. Mike Thompson (D)

 2. Wally Herger (R)

 3. Doug Ose (R)

 4. Johhn Doolittle (R)

 5. Bob Matsui (D)

 6. Lynn Woolsey (D)

 7. George Miller (D)

 8. Nancy Pelosi (D)

 9. Barbara Lee (D)

 10. Ellen Tauscher (D)

 11. Richard Pombo (R)

 12. Tom Lantos (D)

 13. Pete Stark (D)

 14. Anna Eshoo (D)

 15. Mike Honda (D)

 16. Zoe Lofgren (D)

 17. Sam Farr (D)

 18. Gary Condit (D)

 19. George Radanovich (R)

 20. Cal Dooley (D)

 21. Bill Thomas (R)

 22. Lois Capps (D)

 23. Elton Gallegly (R)

 24. Brad Sherman (D)

 25. Howard McKeon (R)

 26. Howard Berman (D)

 27. Adam Schiff (D)

 28. David Dreier (R)

 29. Henry Waxman (D)

 30. Xavier Becerra (D)

 31. Hilda Solis (D)

 32. Diane Watson (D) (Depuis le 5 juin 2005)

 33. Lucille Royball-Allard (D)

 34. Grace Napolitano (D)

 35. Maxine Waters (D)

 36. Jane Harman (D)

 37. Juanita Millender-McDonald (D)

 38. Steve Horn (R)

 39. Ed Royce (R)

 40. Jerry Lewis (R)

 41. Jerry Lewis (R)

 42. Joe Baca (D)

 43. Ken Calvert (R)

 44. Mary Bono (R)

 45. Dana Rohrabacher (R)

 46. Loretta Sanchez (D)

 47. Christopher Cox (R)

 48. Darell Issa (R)

 49. Susan Davis (D)

 50. Bob Filner (D)

 51. Duke Cunningham (R)

 52. Duncan L. Hunter (R)

 Caroline du nord 

 1. Eva Clayton (D)

 2. Bob Etheridge (D)

 3. Walter B. Jones Jr. (R)

 4. David Price (D)

 5. Richard Burr (R)

 5. Howard Coble (R)

 7. Mike McIntyre (D)

 8. Robin Hayes (R)

 9. Sue Myrick (R)

 10. Cass Ballenger (R)

 11. Charles Taylor (R)

 12. Mel Watt (D)

 Caroline du Sud 

 1. Henry E. Brown Jr. (R)

 2. Floyd Spence (R) (jusqu'au 16 août 2001)
 Joe Wilson (R) (depuis le 18 décembre 2001)

 3. Lindsey Graham (R)

 4. Jim DeMint (R)

 5. John Spratt (D)

 6. Jim Clyburn (D)

 Colorado 

 1. Dianne DeGett (D)

 2. Mark Udall (D)

 3. Scott McInnis (R)

 4. Bob Schaffer (R)

 5. Joel Heffley (R)

 6. Tom Tancredo (R)

 Connecticut 

 1. John B. Larson (D)

 2. Rob Simmons (R)

 3. Rosa DeLauro (D)

 4. Chris Shays (R)

 5. James H. Maloney (D)

 6. Nancy Johnson (R)

 Dakota du Nord 

 At-Large. Earl Pomperoy (D)

 Dakota du Sud 

 At-Large. John Thune (R)

 Delaware 

 At-Large. Mike Castle (R)

 Floride 

 1. Joe Scarbourough (R) (jusqu'au 6 septembre 2001)
 Jeff Miller (R) (jusqu'au 16 octobre 2001)

 2. Allen Boyd (D)

 3. Corrine Brown (D)

 4. Ander Crenshaw (R)

 5. Karen Thurman (D)

 6. Cliff Stearns (R)

 7. John Mica (R)

 8. Ric Keller (R)

 9. Michael Bilirakis (R)

 10. Bill Young (R)

 11. Jim Davis (D)

 12. Adam Putnam (R)

 13. Dan Miller (R)

 14. Porter Goss (R)

 15. Dave Weldon (R)

 16. Mark Foley (R)

 17. Carrie Meek (D)

 18. Ileana Ros-Lehtinen (R)

 19. Robert Wexler (D)

 20. Peter Deutsch (D)

 21. Lincoln Diaz-Balart (R)

 22. Clay Shaw (R)

 23. Alcee Hastings (D)

 Géorgie 

 1. Jack Kingston (R)

 2. Stanford Bishop (D)

 3. Mac Collins (R)

 4. Cynthia McKinney (D)

 5. John Lewis (D)

 6. Johnny Isakson (R)

 7. Bob Barr (R)

 8. Saxby Chambliss (R)

 9. Nathan Deal (R)

 10. Charlie Norwood (R)

 11. John Linder (R)

 Hawaï 

 1. Neil Abercrombie (D)

 2. Pastsy Mink (D) (jusqu'au 28 septembre 2002)
 Ed Case (D) (depuis le 30 novembre 2002)

 Idaho 

 1. Butch Otter (R)

 2. Mike Simpson (R)

 Illinois 

 1. Bobby Rush (D)

 2. Jesse Jackson Jr. (D)

 3. Bill Lipinski (D)

 4. Luis Guttierez (D)

 5. Rod Blagojevich (D)

 6. Henry Hyde (R)

 7. Danny K. Davis (D)

 8. Philip Crane (R)

 9. Jan Schakowsky (D)

 10. Mark Kirk (R)

 11. Jerry Weller (R)

 12. Jerry Costelloo (D)

 13. Judy Biggert (R)

 14. Dennis Hastert (R)

 15. Tim Johnson (R)

 16. Tom Manzullo (R)

 17. Lane Evans (D)

 18. Ray LaHood (R)

 19. David D. Phelps (D)

 20. John Shimkus (R)

 Indiana 

 1. Pete Visclosky (D)

 2. Mike Pence (R)

 3. Tim Roemer (D)

 4. Mark Souder (R)

 5. Steve Buyer (R)

 6. Dan Burton (R)

 7. Brian D. Kerns (R)

 8. John Hostettler (R)

 9. Baron Hill (D)

 10. Julia Carson (D)

 Iowa 

 1. Jim Leach (R)

 2. Jim Nussle (R)

 3. Leonard Boswell (D)

 4. Greg Ganske (R)

 5. Tom Latham (R)

 Kansas 

 1. Jerry Moran (R)

 2. Jim Ryun (R)

 3. Dennis Moore (D)

 4. Todd Tiahrt (R)

 Kentucky 

 1. Ed Whitfield (R)

 2. Ron Lewis (R)

 3. Anne Northup (R)

 4. Ken Lucas (D)

 5. Hal Rogers (R)

 6. Ernie Fletcher (R)

 Louisiane 

 1. David Vitter (R)

 2. William J. Jefferson (D)

 3. Billy Tauzin (R)

 4. Jim McCrery (R)

 5. John Cooksey (R)

 6. Richard H. Baker (R)

 7. Chris John (D)

 Maine 

 1. Tim Allen (D)

 2. John Baldacci (D)

 Maryland 

 1. Wayne Gilchrest (R)

 2. Bob Ehrlich (R)

 3. Ben Cardin (D)

 4. Albert Wynn (D)

 5. Steny Hoyer (D)

 6. Roscoe Bartlett (R)

 7. Elijah Cummings (D)

 8. Connie Morella (R)

 Massachusetts 

 1. John Olver (D)

 2. Richard Neal (D)

 3. Jim McGovern (D)

 4. Barney Frank (D)

 5. Marty Meehan (D)

 6. John F. Tierney (D)

 7. Ed Markey (D)

 8. Mike Capuano (D)

 9. Joe Moakley (D) (jusqu'au 28 mai 2001)
 Stephen Lynch (D) (depuis le 16 octobre 2001)

 10. Bill Delahunt (D)

 Michigan 

 1. Bart Stupak (D)

 2. Peter Hoekstra (R)

 3. Vern Ehlers (R)

 4. Dave Camp (R)

 5. James A. Barcia (D)

 6. Fred Upton (R)

 7. Nick Smith (R)

 8. Mike Rogers (R)

 9. Dale Kildee (D)

 10. David Bonior (D)

 11. Joe Knollenberg (R)

 12. Sander Levin (D)

 13. Lynn Rivers (D)

 14. John Conyers (D)

 15. Carolyn Cheeks Kilpatrick (D)

 16. John Dingell (D)

 Minnesota 

 1. Gil Gutkneckt (R)

 2. Mark Kennedy (R)

 3. Jim Ramstad (R)

 4. Betty MccCollum (D)

 5. Martin Olav Sabo (D)

 6. Bill Luther (D)

 7. Collin Peterson (D)

 8. Jim Oberstar (D)

 Mississippi 

 1. Roger Wicker (R)

 2. Bennie Thompson (D)

 3. Chip Pickering (R)

 4. Ronnie Shows (D)

 5. Gene Taylor (D)

 Missouri 

 1. Lacy Clay (D)

 2. Todd Akin (R)

 3. Dick Gephardt (D)

 4. Ike Skelton (D)

 5. Karen McCarthy (D)

 6. Sam Graves (R)

 7. Roy Blunt (R)

 8. Jo Ann Emerson (R)

 9. Kenny Hulshof (R)

 Montana 

 At-Large. Denny Rehberg (R)

 Nebraska 

 1. Doug Bereuter (R)

 2. Lee Terry (R)

 3. Tom Osborne (R)

 Nevada 

 1. Shelley Berkley (D)

 2. Jim Gibbons (R)

 New Hampshire 

 1. John E. Sununu (R)

 2. Charles Bass (R)

 New Jersey 

 1. Rob Andrews (D)

 2. Frank LoBiondo (R)

 3. Jim Saxton (R)

 4. Chris Smith (R)

 5. Marge Roukema (R)

 6. Frank Pallone (D)

 7. Mike Ferguson (R)

 8. Bill Pascrell (D)

 9. Steve Rotham (D)

 10. Donald M. Payne (D)

 11. Rodney Frelinghuysen (R)

 12. Rush Holt Jr. (D)

 13. Bob Menendez (D)

 Nouveau-Mexique 

 1. Heather Wilson (R)

 2. Joe Skeen (R)

 3. Tom Udall (D)

 New York 

 1. Felix Grucci (R)

 2. Steve Israel (D)

 3. Peter T. King (R)

 4. Carolyn McCarthy (D)

 5. Gary Ackerman (D)

 6. Gregory Meeks (D)

 7. Joe Crowley (D)

 8. Jerry Nadler (D)

 9. Anthony Weiner (D)

 10. Edolphus Towns (D)

 11. Major Owens (D)

 12. Nydia Velázquez (D)

 13. Vito Fossella (R)

 14. Carolyn Maloney (D)

 15. Charles Rangel (D)

 16. José E. Serrano (D)

 17. Elliot Engel (D)

 18. Nita Lowey (D)

 19. Sue W. Kelly (R)

 20. Benjamin Gilman (R)

 21. Michael R. McNulty (D)

 22. John E. Sweeney (R)

 23. Sherwood Boehlert (R)

 24. John M. McHugh (R)

 25. James T. Walsh (R)

 26. Maurice Hinchey (D)

 27. Thomas M. Reynolds (R)

 28. Louise Slaughter (D)

 29. John LaFalce (D)

 30. Jack Quinn (R)

 31. Amo Houghton (R)

 Ohio 

 1. Steve Chabot (R)

 2. Rob Portman (R)

 3. Tony P. Hall (D) (jusqu'au 9 septembre 2002)

 4. Mike Oxley (R)

 5. Paul Gillmore (R)

 6. Ted Strickland (D)

 7. Dave Hobson (R)

 8. John Boehner (R)

 9. Marcy Kaptur (D)

 10. Dennis Kucinich (D)

 11. Stephanie Tubbs Jones (D)

 12. Pat Tiberi (R)

 13. Sherrod Brown (D)

 14. Thomas C. Sawyer (D)

 15. Deborah Pryce (R)

 16. Ralph Regula (R)

 17. James Traficant (D) (jusqu'au 24 juillet 2002)

 18. Bob Ney (R)

 19. Steve LaTourette (R)

 Oklahoma 

 1. Steve Largent (R) (jusqu'au 15 fèvrier 2002)
 John Sullivan (R) (depuis le 15 fèvrier 2002)

 2. Brad Carson (D)

 3. Wes Watkins (R)

 4. J. C. Watts (R)

 5. Ernest Istook (R)

 6. Frank Lucas (R)

 Oregon 

 1. David Wu (D)

 2. Greg Walden (R)

 3. Earl Blumenauer (D)

 4. Peter DeFazio (D)

 5. Darlene Hooley (D)

 Pennsylvanie 

 1. Bob Brady (D)

 2. Chaka Fatah (D)

 3. Robert A. Borski Jr. (D)

 4. Melissa Hart (R)

 5. John E. Peterson (R)

 6. Tim Holden (D)

 7. Curt Weldon (R)

 8. James C. Greenwood (R)

 9. Bud Shuster (R) (jusqu'au 3 février 2001)
 Bill Shuster (R) (depuis le 15 mai 2002)

 10. Don Sherwood (R)

 11. Paul Kanjorski (D)

 12. John Murtha (D)

 13. Joe Hoeffel (D)

 14. William J. Coyne (D)

 15. Pat Toomey (R)

 16. Joe Pitts (R)

 17. George Gekas (R)

 18. Mike Doyle (D)

 19. Todd Russell Patts (R)

 20. Frank Mascara (D)

 21. Phil English (R)

 Rhode Island 

 1. Patrick J. Kennedy (D)

 2. James Langevin (D)

 Tennessee 

 1. Bill Jenkins (R)

 2. Jimmy Duncan (R)

 3. Zach Wamp (R)

 4. Van Hilleary (R)

 5. Bob Clement (D)

 6. Bart Gordon (D)

 7. Ed Bryant (R)

 8. John S. Tanner (D)

 9. Harold Ford Jr. (D)

 Texas 

 1. Max Sandlin (D)

 2. Jim Turner (D)

 3. Sam Johnson (R)

 4. Ralph hall (D)

 5. Pete Sessions (R)

 6. Joe Barton (R)

 7. John Culberson (R)

 8. Kevin Brady (R)

 9. Nick Lampson (D)

 10. Lloyd Doggett (D)

 11. Chet Edwards (D)

 12. Kay Granger (R)

 13. Mac Thornberry (R)

 14. Ron Paul (R)

 15. Rubén Hinojosa (D)

 16. Silvestre Reyes (D)

 17. Charles Stenholm (D)

 18. Sheila Jackson Lee (D)

 19. Larry Combest (R)

 20. Charlie Gonzalez (D)

 21. Lamar Smith (R)

 22. Tom DeLay (R)

 23. Henry Bonilla (R)

 24. Martin Frost (D)

 25. Ken Bentsen (D)

 26. Dick Armey (R)

 27. Solomon P. Ortiz (D)

 28. Ciro Rodriguez (D)

 29. Gene Green (D)

 30. Eddie Bernice Johnson (D)

 Utah 

 1. James V. Hansen (R)

 2. Jim Matheson (D)

 3. Chris Canon (R)

 Vermont 

 At-Large. Bernie Sanders (I)

 Virginie 

 1. Jo Ann Davis (R)

 2. Ed Schrock (R)

 3. Bobby Scott (D)

 4. Norman Sisisky (D) (jusqu'au 29 mars 2001)
 Randy Forbes (R) (depuis le 19 juin 2001)

  5. Virgil Goode (R) (R depuis le 1er août 2002)

 6. Bob Goodlatte (R)

 7. Eric Cantor (R)

 8. Jim Moran (D)

 9. Rick Boucher (D)

 10. Frank Wolf (R)

 11. Tom Davis (R)

 Washington 

 1. Jay Inslee (D)

 2. Rick Larson (D)

 3. Brian Baird (D)

 4. Doc Hastings (R)

 5. George Nethercutt (R)

 6. Norman D. Dicks (D)

 7. Jim McDermott (D)

 8. Jennifer Dunn (R)

 9. Adam Smith (D)

 Viriginie-Occidentale 

 1. Alan Mollohan (D)

 2. Shelley Moore Capito (R)

 3. Nick Rahall (D)

 Wisconsin 

 1. Paul Ryan (R)

 2. Tammy Baldwin (D)

 3. Ron Kind (D)

 4. Jerry Kleczka (D)

 5. Tom Barrett (D)

 6. Tom Petri (R)

 7. Dave Obey (D)

 8. Mark Andrew Green (R)

 9. Jim Sensenbrenner (R)

 Wyoming 

 At-Large. Barbara Cubin (R)

Membres non-votants

 Samoa américaines. Eni Faleomavaega (D)

 Washington D.C. Eleanor Holmes Norton (D)

 Guam. Robert A. Underwood (D)

 Puerto Rico. Aníbal Acevedo Vilá (D)

 Îles Vierges des États-Unis. Donna Christian-Christensen (D)

## Changements de membres

### Sénat
| État et classe | Sénateur            | Raison                                                                                              | Successeur         | Installation du successeur |
| -------------- | ------------------- | --------------------------------------------------------------------------------------------------- | ------------------ | -------------------------- |
| Vermont (1)    | Jim Jeffords (R)    | Changé de parti, devenu indépendant et siège avec les démocrates.                                   | Jim Jeffords (I)   | 6 juin 2001                |
| Minnesota (2)  | Paul Wellstone (D)  | Le titulaire est mort le 25 octobre ; successeur nommé pour finir son mandat.                       | Dean Barkley (IMN) | 4 novembre 2002            |
| Missouri (1)   | Jean Carnahan (D)   | Le successeur nommé perd l'élection spéciale de 2002 au Missouri.                                   | Jim Talent (R)     | 23 novembre 2002           |
| Texas (2)      | Phil Gramm (R)      | Le titulaire démissionne pour donner le siège au gagnant à l'élection sénatoriale de 2002 au Texas. | John Cornyn (R)    | 2 décembre 2002            |
| Alaska (3)     | Frank Murkowski (R) | Le titulaire démissionne pour devenir gouverneur de l'Alaska, le 2 décembre.                        | Lisa Murkowski (R) | 20 décembre 2002           |

### Chambre des représentants
| État et siège       | Représentants       | Raison | Successeur        | Installation du successeur |
| ------------------- | ------------------- | --- | ----------------- | -------------------------- |
| Pennsylvanie (9)    | Bud Shuster (R)     | Le titulaire démissionne le 31 janvier 2001, une élection spéciale se déroule le 15 mai 2001.                                                                                       | Bill Shuster (R)  | 15 mai 2001                |
| Californie (32)     | Vacant              | Le titulaire est mort avant le début du congrès, une élection spéciale se déroule le 5 juin 2001.                                                                                   | Diane Watson (D)  | 5 juin 2001                |
| Virginie (4)        | Norman Sisisky (D)  | Le titulaire est mort le 30 mars 2001, une élection spéciale se déroule le 19 juin 2001.                                                                                            | Randy Forbes (R)  | 19 juin 2001               |
| Massachusetts (9)   | Joe Moakley (D)     | Le titulaire est mort le 28 mai 2001, une élection spéciale se déroule le 16 octobre 2001.                                                                                          | Stephen Lynch (D) | 16 octobre 2001            |
| Floride (1)         | Joe Scarborough (R) | Le titulaire démissionne le 6 septembre 2001, une élection spéciale se déroule le 16 octobre 2001.                                                                                  | Jeff Miller (R)   | 16 octobre 2001            |
| Arkansas (3)        | Asa Hutchinson (R)  | Le titulaire démissionne 5 août 2001, pour tenir tête de la Drug Enforcement Administration. Une élection spéciale se déroule le 20 novembre 2001.                                  | John Boozman (R)  | 20 novembre 2001           |
| Caroline du sud (2) | Floyd Spence (R)    | Le titulaire est mort le 16 août 2001, une élection spéciale se déroule le 18 décembre 2001.                                                                                        | Joe Wilson (R)    | 18 décembre 2001           |
| Oklahoma (1)        | Steve Largent (R)   | Le titulaire démissionne le 15 février pour se concentrer sur sa campagne électorale pour devenir gouverneur de l'Oklahoma. Une élection spéciale s'est déroulée le 8 janvier 2002. | John Sullivan (R) | 15 février 2002            |
| Virginie (5)        | Virgil Goode (I)    | Le titulaire change son parti. | Virgil Goode (R)  | 1 août 2002                |
| Hawaï (2)           | Patsy Mink (D)      | Le titulaire est mort mais est élu à titre posthume, une élection spéciale s'est déroulée le 5 novembre 2002.                                                                       | Ed Case (D)       | 30 novembre 2002           |
| Ohio (17)           | Jim Traficant (D)   | Le titulaire est expulsé le 24 juillet 2002 pour racket et évasion fiscale. | Vacant            | Resté vacant               |
| Ohio (3)            | Tony P. Hall (D)    | Le titulaire démissionne le 9 septembre 2002 pour devenir l'ambassadeur des États-Unis pour l'Organisation des Nations unies pour l'alimentation et l'agriculture                   | Vacant            | Resté vacant               |